# HoneyWorks
HoneyWorks (ハニーワークス Haniiwaakusu en japonés, también conocido como "haniwa") es un grupo musical japonés formado por cinco personas: Gom (Fernando-P), Shito (Chorisu-P), Kaizoku Ou (Oji), Yamako, y Rokoru, que producen canciones originales vocaloid.
Su primera canción original fue "Good Morning!", publicada en Nicovideo el 15 de mayo de 2009, comenzó a colaborar con la cantante CHiCO en mayo de 2014 (CHiCO with HoneyWorks). Hicieron un gran debut en enero de 2014.

## Miembros

### Principales
- Gom (compositor)
- shito (compositor)
- Yamako (ilustradora)

### Miembros de soporte
- Oji (guitarra, se unió en 2012)
- Rokoru "ろ こ る" (ilustrador, se unió en 2013)
- ziro (película, se unió en 2014)
- pastel (teclado, se unió en 2014)
- Atsuyuk! (Drum, se unió en 2014)
- Mogelatte "モ ゲ ラ ((" (Ilustrador, se unió en 2014)
- Nakanishi "Nakanishi" (guitarra, 2017)

## Media

### TV
Las canciones de HoneyWorks han sido parte de los siguientes programas de TV, como opening/ending:
- Itsudatte Bokura no Koi wa 10 cm Datta
- Twins para Pri Pri Chi-Chan
- Kotoba No Iranai Yakusoku para Naruto
- Ai No Scenario para Magic Kaito 1412
- Pride Kakumei para Gintama
- Sekai Wa Koi Ni Ochiteiru para Ao Haru Ride
- Kyou Mo Sakura Mau Akatsuki Ni para Gintama
- Beloved X Survival  para hermanos Conflicto
- Nostalgic Rainfall para Koi wa Ameagari no You ni
- Hikari Shoumeiron para Gintama
- Otome Domo yo para Araburu Kisetsu no Otome-domo yo
- Kessen Spirit para Haikyū!! To The Top
- Minikui Ikimono para Urasekai Picnic
- Bouken no VLOG para Edens Zero
- Gamushara para Boruto: Naruto Next Generations
- Himitsu koigokoro para Kanojo, okarishimasu 2nd season
- Bibitto love para Rikei ga Koi ni Ochita no de Shoumei shitemita. Heart

### Películas
Las canciones de HoneyWorks se han presentado como canción de apertura/ending/inserción en las siguientes películas:
- Tsunoru Kimochi para Principal ~Koi Suru Watashi wa Heroine desu ka?~
- Principal No Kimi E para Principal ~Koi Suru Watashi wa Heroine desu ka?~

Las canciones de Honeyworks han sido la inspiración para dos películas, Zutto Mae Kara Suki Deshita y Suki ni Naru Sono Shunkan o. Ambas incorporan fuertemente las canciones de la banda.

## Álbumes
En negrita álbumes propios:
- JAMPOT
- Hatsukoi Note
- EXIT TUNES PRESENTS Vocalodream feat. 初音ミク
- VOCALOID from Nico Nico Douga Vocaloid Super Express SUPER EXPRESS COMPILATION 03
- ALL VOCALOID ATTACK 1
- V Love 25 -Fortune-
- Rokugen Astrology
- Vocalo Duet Collection
- VOCALOID3 meets TRF
- Seishun Bokaro starring GUMI, Lily
- GUMI TAN -4th Anniversary-
- VOCAROCK collection loves IA
- Youen Wakana Emaki feat. Hatsune Miku
- Zutto Mae Kara Suki deshita
- EXIT TUNES PRESENTS Vocalospace feat. Hatsune Miku
- VocaColle3

## Canciones Publicadas
| Nombre original                  | Romaji                                                                       | Fecha de publicación | Vocaloid                    | Enlace original      |
| -------------------------------- | ---------------------------------------------------------------------------- | -------------------- | --------------------------- | -------------------- |
| Good Mornig!                     | - - - -                                                                      | 15/03/2009           | Camui Gackpo                | nm7053908            |
| ロリババアに恋をした             | Roribabaa ni Koi wo Shita                                                    | 10/08/2010           | Hatsune Miku                | sm11704749 Youtube   |
| 泣キ虫カレシ                     | Nakimushi Kareshi                                                            | 20/12/2010           | Hatsune Miku y Kagamine Len | sm13081249 Youtube   |
| スキキライ                       | Suki Kirai                                                                   | 20/01/2011           | Kagamine Rin y Len          | sm13361994 Youtube   |
| パジャマっ子☆                    | Pajamakko☆                                                                   | 19/02/2011           | Kagamine Rin                | sm13648617 Youtube   |
| 初恋の絵本                       | Picture of First Love                                                        | 18/11/2011           | GUMI                        | sm16205143 Youtube   |
| 第一次ジブン戦争                 | The First War Against Myself\|Dai Ichiji Jibun Sensou                        | 23/12/2011           | Utatane Piko y Kagamine Len | sm16502140 Youtube   |
| 桜と僕とあの子にｈｓｈｓな気持ち | Sakura to Boku to Anoko ni hshs na Kimochi                                   | 21/04/2012           | Kagamine Len                | sm17610817           |
| SpaceDEV                         | - - - -                                                                      | 19/09/2012           | GUMI                        | sm18924589 Youtube   |
| 竹取オーバーナイトセンセーション | Taketori Overnight Sensation                                                 | 27/09/2012           | Kagamine Rin y Len          | sm18991041 Youtube   |
| 告白予行練習                     | Kokuhaku Yokou Renshuu                                                       | 27/10/2012           | GUMI                        | sm19218102 Youtube   |
| 告白予行練習-another story-      | Kokuhaku Yokou Renshuu -Another Story-                                       | 17/11/2012           | Kagamine Len                | sm19372291 Youtube   |
| ロクベル                         | Rockbell                                                                     | 25/12/2012           | IA                          | sm19670267 Youtube   |
| ヤキモチの答え                   | A Solution for Jealousy\|Yakimochi no Kotae                                  | 14/03/2013           | GUMI                        | sm20332495 Youtube   |
| 吉田、家出するってよ             | Yoshida, Iede Surutte yo                                                     | 05/04/2013           | Hatsune Miku                | sm20529644 Youtube   |
| ヤキモチの答え-another story-    | Yakimochi no Kotae - Another Story -\|Yakimochi no Kotae -another story-     | 09/04/2013           | Hatsune Miku                | sm20565926 Youtube   |
| 初恋の絵本-arrangement-          | Hatsukoi no Ehon#Hatsukoi no Ehon-arragement-\|Hatsukoi no Ehon-arrangement- | 25/04/2013           | GUMI                        | sm20695601 Youtube   |
| 今ちょっとだけ話題の神様         | Ima Chotto Dake Wadai no Kami-sama\|Ima Chotto Dake Wadai no Kamisama        | 05/06/2013           | GUMI                        | sm21044734 Youtube   |
| ラズベリー＊モンスター           | Raspberry＊Monster                                                           | 06/06/2013           | Hatsune Miku                | sm21051219 Youtube   |
| 君ガ空コソカナシケレ             | Kimi ga Sora Koso Kanashikere                                                | 26/07/2013           | Tone Rion y Hatsune Miku    | sm21445815 Youtube   |
| ラブ＠ライアー                   | Love@Liar                                                                    | 08/08/2013           | GUMI                        | sm21543205 Youtube   |
| ハジマリノサヨナラ               | Hajimari no Sayonara                                                         | 21/09/2013           | Hatsune Miku                | sm21878578 Youtube   |
| テレカクシ思春期                 | Terekakushi Shishunki                                                        | 26/10/2013           | Kagamine Len                | sm22122720 Youtube   |
| キミがまた歌いたくなる頃に。     | Kimi ga mata utaitakunaru koro ni.                                           | 02/12/2013           | GUMI                        | sm22377566 Youtube   |
| 病名恋ワズライ                   | Byoumei Koi Wazurai                                                          | 17/12/2013           | GUMI                        | sm22474644 Youtube   |
| 第三次プリン戦争                 | Daisanji Pudding Sensou                                                      | 22/01/2014           | Hatsune Miku y GUMI         | sm22719009 Youtube   |
| 告白ライバル宣言                 | Kokuhaku Rival Sengen                                                        | 14/02/2014           | GUMI                        | sm22885875 Youtube   |
| イノコリ先生                     | Inokori sensei                                                               | 17/04/2014           | V flower                    | sm23348919 Youtube   |
| 金曜日のおはよう                 | Kinyoubi no Ohayou                                                           | 02/07/2014           | GUMI                        | sm23910729 Youtube   |
| 世界は恋に落ちている             | Sekai wa Koi ni Ochite Iru                                                   | 25/07/2014           | GUMI                        | sm24085528           |
| 金曜日のおはよう-another story-  | Kinyoubi no Ohayou-another story-                                            | 26/09/2014           | Hatsune Miku                | sm24555945 Youtube   |
| さよなら両片想                   | Sayonara Ryou Kataomoi                                                       | 20/10/2014           | GUMI                        | sm24736617 Youtube   |
| 今好きになる。                   | Ima Suki ni Naru.\|Ima suki ni naru.                                         | 25/11/2014           | Hatsune Miku                | sm24990461 Youtube   |
| 今好きになる。-triangle story-   | Ima suki ni naru -triangle story-                                            | 29/12/2014           | GUMI                        | sm25232616 Youtube   |
| 魔法旋律                         | Mófǎ xuánlǜ                                                                  | 06/02/2015           | Xin Hua                     | sm25510862 Youtube   |
| 言葉のいらない約束               | Kotoba no Iranai Yakusoku                                                    | 14/05/2015           | GUMI                        | sm26253754 Youtube   |
| 暁月夜-アカツキヅクヨ-           | Akatsuki tsukiyo -Akatsuki Zukuyo-                                           | 03/06/2015           | Kagamine Rin                | sm1433329792 Youtube |
| イジワルな出会い                 | Ishiwaruna Deai                                                              | 03/07/2015           | Hatsune Miku                | sm26624229 Youtube   |
| ママ                             | Mama                                                                         | 09/07/2015           | Hatsune Miku                | sm26667276 Youtube   |
| 東京サマーセッション             | Tokyo Summer Session                                                         | 24/07/2015           | GUMI y Flower               | sm26776624 Youtube   |